# Bustier tubulaire
 (juin 2012).
Si vous disposez d'ouvrages ou d'articles de référence ou si vous connaissez des sites web de qualité traitant du thème abordé ici, merci de compléter l'article en donnant les références utiles à sa vérifiabilité et en les liant à la section « Notes et références ».

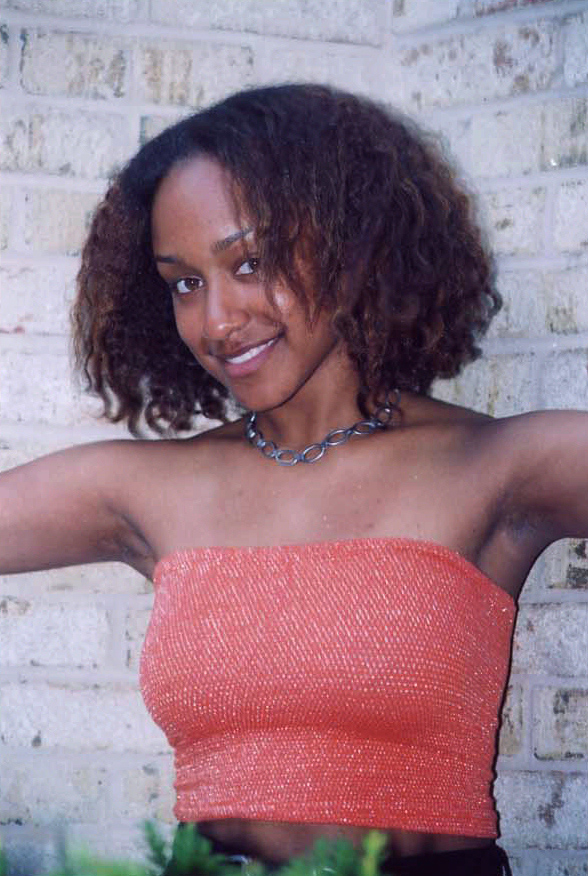

Un bustier tubulaire, aussi appelé top tube ou haut tube, est une pièce de haut constituée d'un tube en maille, sans manches et sans bretelles.
Il couvre le torse du bas des aisselles au bas du buste, et le maintien est assuré par l'élasticité de la maille.

## Histoire
Aux États-Unis, ce vêtement est apparu dans les années 1940 ou 1950 et est devenu très populaire dans les années 1970. Il a ensuite disparu au cours des années 1990, pour revenir en force dans les garde-robes des adolescentes et des jeunes femmes américaines, tout particulièrement celles qui étaient en âge de fréquenter l'université après 2000, année après laquelle différents types de décolletés sont devenus à la mode.